# 사실

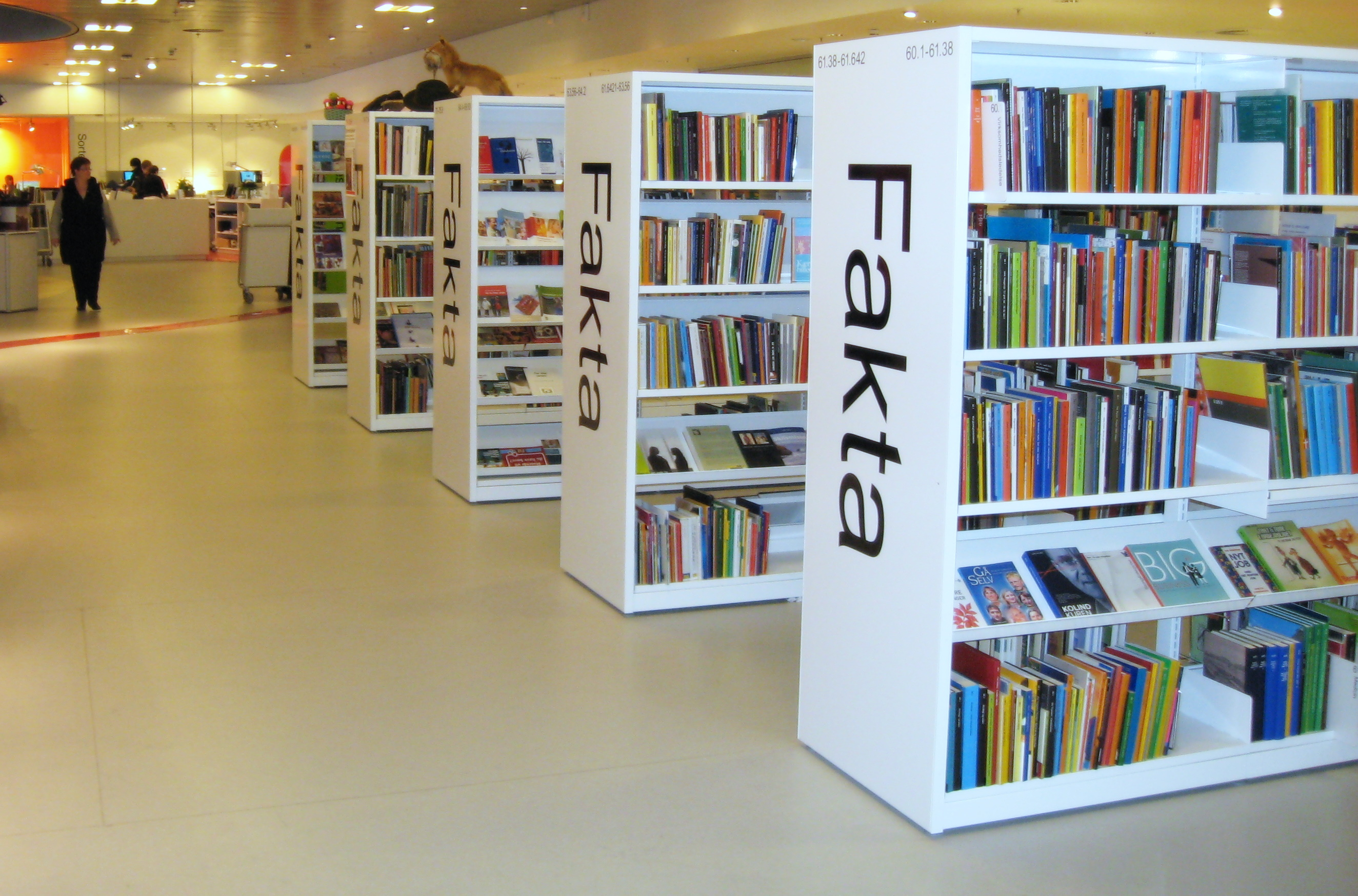
덴마크 도서관의 논픽션 책, "사실"을 의미하는 덴마크어 Fakta라는 단어가 표시된 선반

사실(事實)은 실제로 존재하는 무언가, 또는 확정된 평가의 표준에 관련하여 유효한 무언가를 가리킨다. 사실은 상황의 하나 이상의 측면에 대한 실제적 자료이다. 표준 참고 문헌은 사실을 확인하는 데 자주 사용된다. 과학적 사실은 반복 가능한 주의 깊은 관찰이나 실험이나 기타 수단을 통한 측정을 통해 검증된다.
예를 들어, "이 문장에는 단어가 포함되어 있다."는 언어학적 사실을 정확하게 기술하고, "태양은 항성이다"는 천문학적 사실을 정확하게 기술한다. '에이브러햄 링컨은 미국의 제16대 대통령이었다'와 '에이브러햄 링컨은 암살당했다'는 두 표현 모두 역사적 사실을 정확하게 묘사하고 있다. 일반적으로 말해서, 사실은 믿음, 지식, 의견과 무관하다.
사실은 추론, 이론, 가치, 대상(object)과 다르다.

## 어원
사실이라는 영어 낱말 fact는 라틴어 Factum이 기원이다. 이 단어는 영어에서 처음에 "완료된 것 또는 수행된 것"이라는 동일한 의미로 사용되었다. 이 의미는 현재 구식이다. "실제로 일어났거나 사실인 것"이라는 표현이 일반적으로 사용된 것은 16세기 중반부터이다.

## 철학적 의미
일상적인 의미에서 사실(fact)이라고 부르는 것에는 두 종류가 있다.
1. 실제로 일어났거나 현재 진행 중인 사건을 가리키는 의미의 사실이다.
  - 예1) 목성은 태양계에서 가장 큰 행성이다.
  - 예2) 대한민국은 삼면이 바다로 둘러싸인 반도국가이다.
  - 이는 진정으로 발생한 세상의 일에 대한 진술이고, 세계가 존재했던 혹은 존재하는 혹은 존재할 사태 자체에 의해 참과 거짓이 결정될 뿐, 우리가 그에 대해 어떤 믿음을 가지는 지와는 무관하다는 것이다.
2. 관찰이나 경험 등을 통해 참이나 믿을만한 것으로 확립된 내용이라는 의미의 사실이다.
  - 예) 재판과정에서 특정 피고인의 무죄를 법률적 사실로 확정하는 과정이다.
  - 이는 현재는 사실이지만 나중에 잘못된 것으로 판명될 수도 있다. 1번에서의 사실과 달리 오류의 가능성이 있다.

### 사실 여부의 판단
1번에서의 사실과 2번에서의 사실은 개념적으로는 구별 가능하지만, 실제 상황에서는 구별하기가 어렵다. 또한 우리가 신이 아닌 이상 사실을 오류가능성 없이 확실하게 알 방법은 없다. 여기서 우리는 관찰이나 경험 등을 통해 얻은 사실(2번 사실)로부터 실제로 일어난 사실(1번 사실)을 추론하고, 그러다가 새로운 증거가 등장하거나 믿고 있던 2번 사실이 수정되면 그때까지 받아들여지던 1번 사실을 바꾸기도 한다. 우리는 전지전능한 신이 아니므로 사실이 어떠한지를 오류 없이 알아낼 방법이 없다. 우리가 할 수 있는 최선의 방법은 우리가 판단하는 사실을 확정하는 매 시기마다 그 순간에 이용 가능한 증거들을 최대한 균형잡힌 시각에서 고려하여 실재-사실을 추론해내려고 노력하는 것이다.
예) 절대온도의 창시자인 켈빈(Kelvin)은 "뉴턴 역학으로 모든 우주의 근본법칙이 증명되었다."고 이야기 하였으나, 막스 플랑크와 아인슈타인 등의 물리학자가 만들어 낸 양자역학이 등장하고 우리가 사실로 믿었던 뉴턴역학이 사실이 아니게 되었다.
과거, 현재, 미래에 걸쳐서 세계가 존재하는 방식에 의해 결정되는 사실은 세계의 본질을 오류 없이 파악할 수 있는 능력을 갖추지 못한 우리에게는 항상 사실의 후보로서만 보일 것이다. 앞에서의 "대한민국은 삼면이 바다로 둘러싸인 반도국가이다."라는 명제는 지금은 사실로 받아들여지지만, 베게너의 판 구조론에 의하여 오랜 시간 후에 대한민국이 대륙국가 또는 섬이 될 수도 있다는 가능성이 있기 때문에, 앞의 명제도 사실의 후보로만 보일 것이다.

## 같이 보기
- De facto
- 진실
- 현실
- 진리
- 믿음